# Шість оповідань
Шість оповідань (ang. A Set of Six) — збірка з шести оповідань Джозефа Конрада, опублікована в 1908 році.
У Польщі збірку опубліковано в 1924 році у складі Collective Magazines з передмовою Стефана Жеромського, де оповідання перекладали три перекладачі: оповідання Гаспар Руїс, Шпигун, Звір і Дуель - Вілам Гожиця, Il Conte - Леон Півінський та анархіст Тадеуш Пуляновський. У 1973 році збірка побачила світ у новому перекладі Христини Тарновської.

## Зміст
- Гаспар Руїс (Gaspar Ruiz), вперше опублікований у The Strand Magazine в 1906 році,
- Інформатор (The Informer), вперше опублікований у «Harper's Magazine» в 1906 році,
- Звір (The Brute), вперше опублікований у The Daily Chronicle в 1906 році,
- Анархіст (An Anarchist), вперше опублікований у «Harper's Magazine» в 1906 році,
- Дуель. Військова історія (The Duel: A Story Military), вперше опублікована в «The Pall Mall Magazine» у 1908 році,
- Ель Конде (Il Conde), вперше опублікований у Cassell's Magazine в 1908 році.

Оповідання у збірці мали різні переклади: «Інформатор» перекладався як «Шпигун» і «Інформатор», «Дуель» — як «Дуель» або «Поєдинок» .

## Екранізація
- Дуель (The Duelists, 1977) — реж. Рідлі Скотт, актори Кіт Керрадайн і Харві Кейтель.